# Безнадежни случај из корпе 2
Безнадежни случај из корпе 2 (енгл. Basket Case 2) амерички је комични хорор филм из 1990. године, режисера и сценаристе Френка Хененлотера, са Кевином ван Хентенриком, Ени Рос, Кетрин Мисл, Хедер Ратреј и Дејвидом Емгијем у главним улогама. Представља директан наставак филма Безнадежни случај из корпе, као и омаж култном класику из 1932, Наказе.
Филм је премијерно приказан 2. марта 1990. Добио је претежно позитивне критике и на сајту Ротен томејтоуз оцењен је са 67%. Критичар Кевин Томас је испред Лос Анђелес тајмса написао да други део има све што је потребно да постане култни класик, у чему је успео његов претходник − садржи црни хумор, бизаран хорор и искрене емоције.
Године 1991. снимљен је трећи и последњи део серијала, под насловом Безнадежни случај из корпе 3: Потомство, који је такође режирао Хененлотер.

## Радња
Након што су преживели пад са краја претходног дела, Двејн Бредли и његов деформисани брат близанац Белијал смештени су у болницу. Одатле их извлачи старија жена по имену Рут са својом прелепом унуком, у коју се Двејн заљубљује. Рут се брине о породицама са сличним деформитетима које има Белијал, који се много боље прилагођава новој заједници од Двејна.

## Улоге
| Глумац              | Улога            |
| ------------------- | ---------------- |
| Кевин ван Хентенрик | Двејн Бредли     |
| Ени Рос             | бака Рут         |
| Кетрин Мисл         | Марси Елиот      |
| Хедер Ратреј        | Сузан Смолер     |
| Џејсон Еверс        | Лу               |
| Тед Сорел           | Фил              |
| Беверли Бонер       | Кејси            |
| Мет Митлер          | Арти             |
| Леонард Џексон      | комесар полиције |
| Дејвид Емги         | „Полумесец”      |
| Џуди Грејф          | репортерка       |
| Чед Браун           | репортер         |
| Том Франко          | дечак жаба       |